# Bietigheimer Eisenbahnviadukt

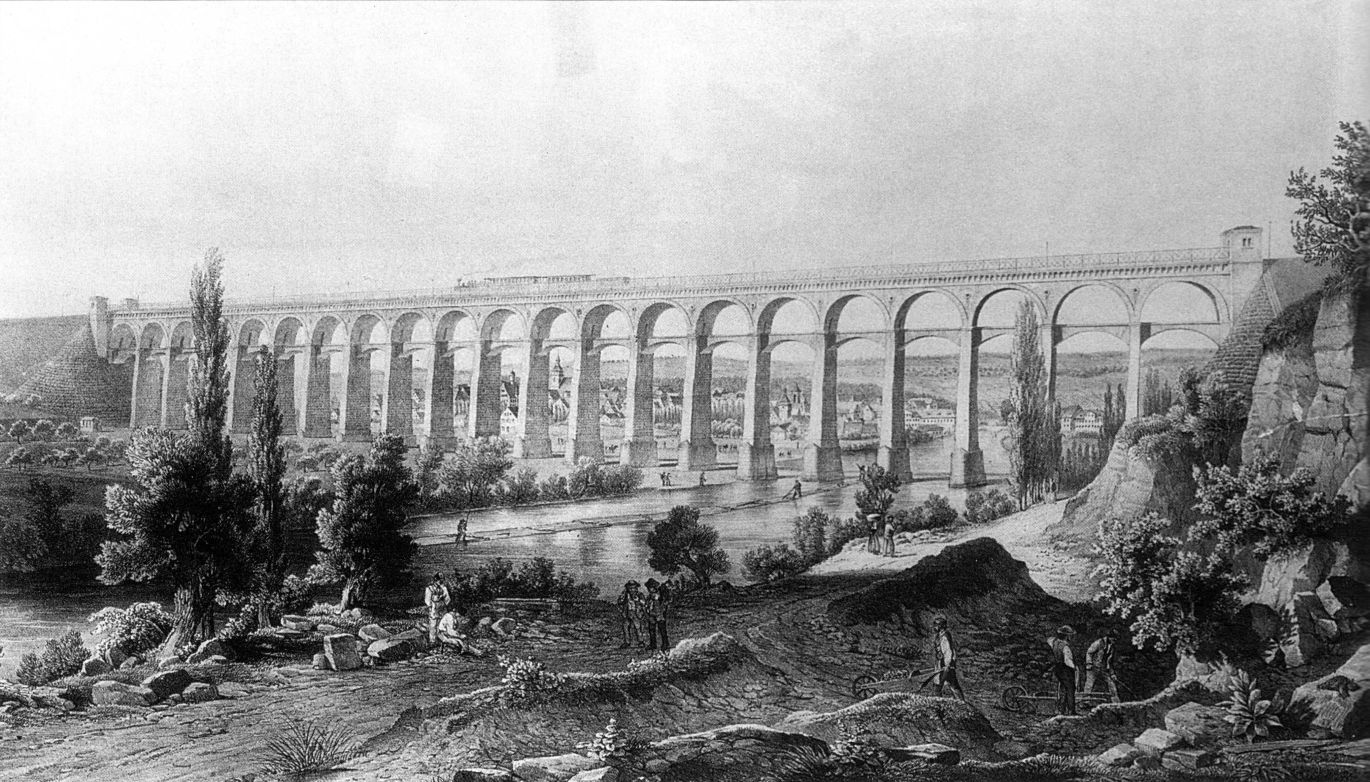
Bild des Eisenbahnviadukts um 1855

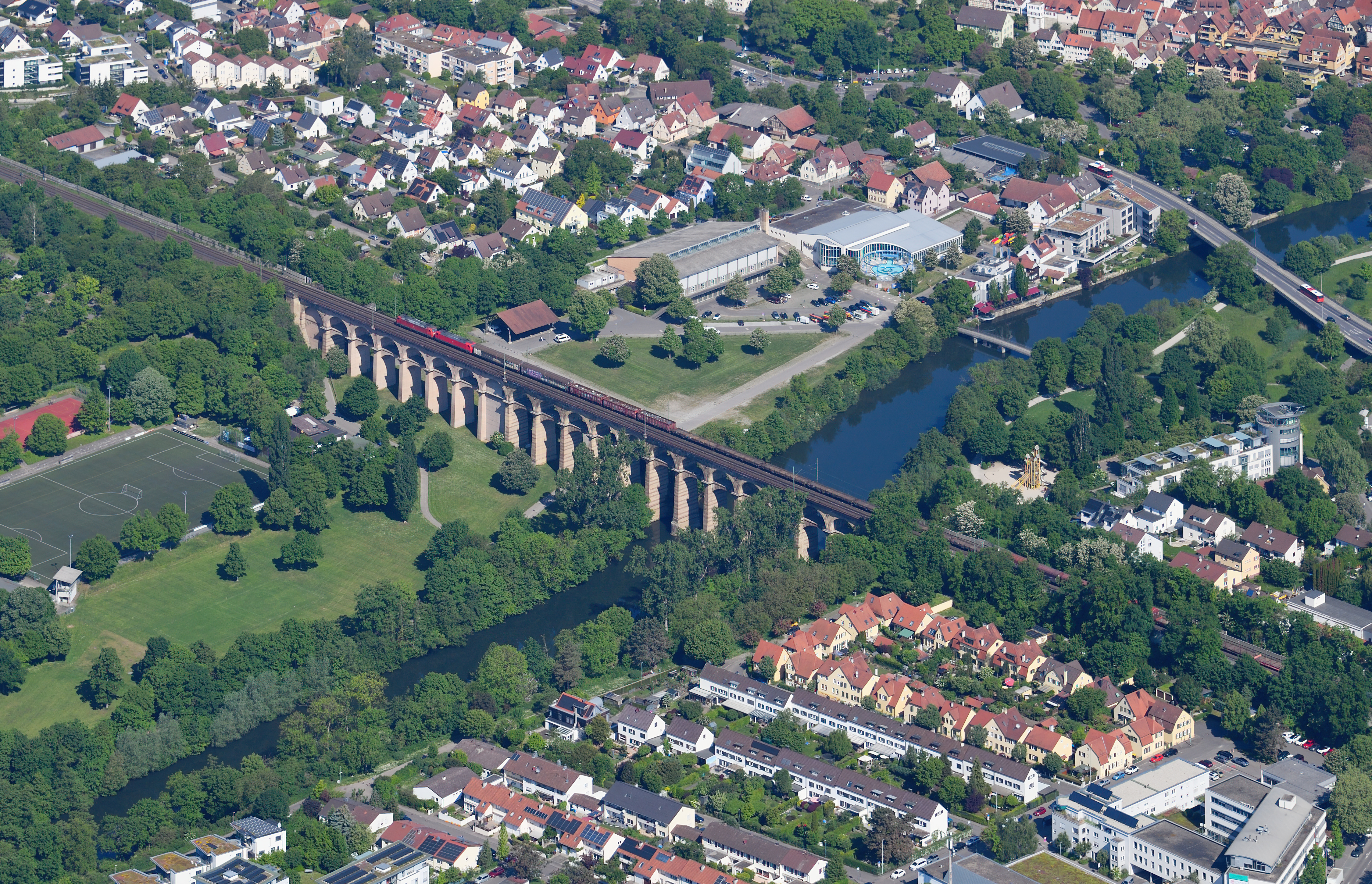
Der Bietigheimer Eisenbahnviadukt von Südosten aus der Luft gesehen

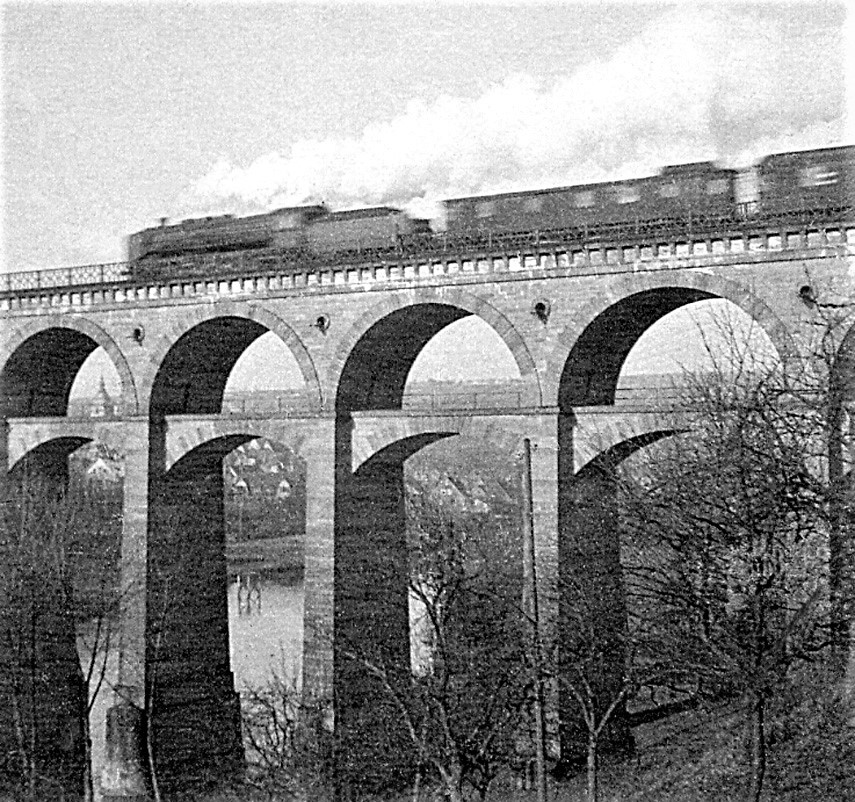
Viadukt mit Schnellzug 1926. Vor der Verbreiterung

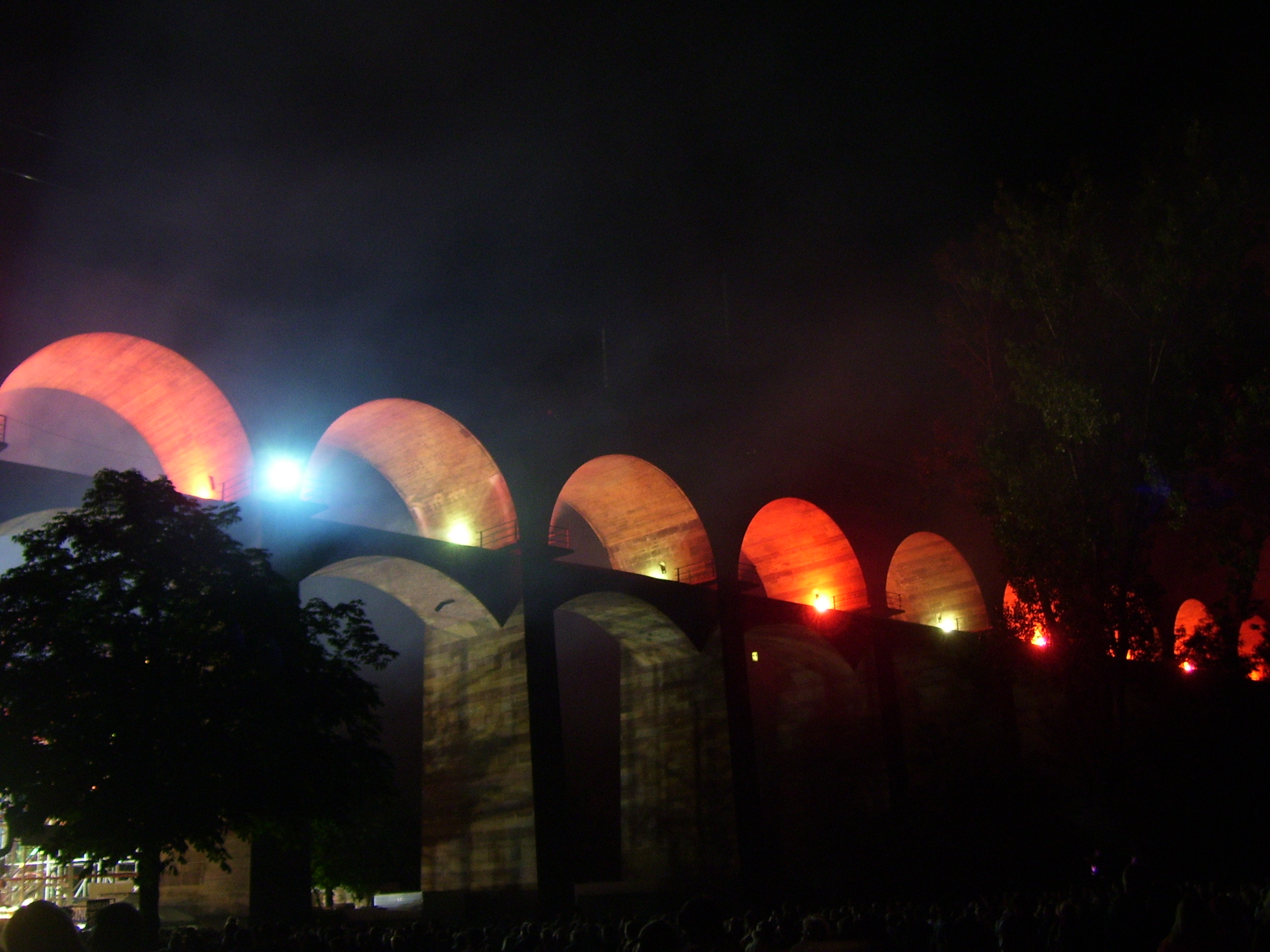
Mit bengalischem Licht beleuchteter Bietigheimer Viadukt nach dem Ende des Feuerwerks auf dem Pferdemarkt

Der Bietigheimer Eisenbahnviadukt ist eine Eisenbahnbrücke über das Enztal bei Bietigheim-Bissingen und eines der Wahrzeichen der Stadt. Er wurde von 1851 bis 1853 als Teil der württembergischen Westbahn Bietigheim–Bruchsal unter der Leitung von Baurat Karl Etzel erbaut. Die Ausführung oblag dem Bauinspektor August Beckh, der für den Bauabschnitt Bietigheim zuständig war.
Dem Bau der Westbahn als erste Eisenbahnverbindung zwischen Württemberg und Baden gingen zahlreiche Planungsvarianten voraus und er war politisch umstritten. Für Württemberg wäre eine Verbindung Heilbronn–Wiesloch günstig gewesen, aber Baden favorisierte eher einen Anschluss über Durlach–Pforzheim. Tragfähiger Kompromiss war ein Abzweig von der Nordbahn in Tamm oder in Bietigheim. Die Strecke sollte über Bretten führen und in Bruchsal den Anschluss an das badische Schienennetz herstellen. Etzel favorisierte Bietigheim als Ausgangspunkt aufgrund der günstigeren Geländeverhältnisse und des günstigen Übergangs über die Enz, auch wenn diese Lösung einen gewagten Brückenbau notwendig machte.
Etzel wollte den Bau zuerst als Holzbrücke auf steinernen Pfeilern ausführen, wählte dann aber doch eine vollständig gemauerte Konstruktion. Der Viadukt hat zwei Bogenreihen. Er ist etwa 287 Meter lang, etwa 33 Meter hoch und verfügt über 21 Bögen, die sich über das Enztal spannen. Die Breite der Gewölbe beträgt oben 7,45 Meter, die lichte Weite 11,46 Meter. Das Bauwerk wurde am 20. September 1853 gemeinsam mit der Westbahn in Betrieb genommen. Es war das aufwändigste Einzelbauwerk der Königlich Württembergischen Staats-Eisenbahnen.
1925 wurde eine Gewerbe- und Industrieausstellung unterhalb des Viadukts abgehalten. Anlässlich dieser Ausstellung ließ die Stadt Bietigheim den Bietigheimer Pferdemarkt wieder aufleben, der seitdem jährlich Anfang September auf dem Festplatz unter dem Viadukt abgehalten wird. Zum Abschluss des Pferdemarkts werden die Bögen des Viadukts jedes Jahr mit bengalischem Licht beleuchtet.
Aufgrund des gestiegenen Schienenverkehrsaufkommens und der gestiegenen Achslasten musste der Viadukt von 1928 bis 1929 verstärkt werden. Dabei verbreiterte die Deutsche Reichsbahn die Fahrbahn. Zu Beginn des 20. Jahrhunderts gab es Pläne, die Brücke sowie den Bietigheimer Bahnhof von einem Teil des hohen Verkehrsaufkommens zu entlasten. Dazu war ein zweiter Viadukt geplant, der Metterzimmern und Tamm unter Umgehung des Bietigheimer Bahnhofs direkt miteinander verbinden sollte. Kurz vor dem Zweiten Weltkrieg wurden diese Planungen aus strategischen Gründen wieder aufgenommen und erste Baumaßnahmen ergriffen, die bei Ausbruch des Krieges jedoch zum Erliegen kamen.
Bei der Befestigung der Neckar-Enz-Stellung wurden 1935 in mehreren Pfeilern des Viadukts Sprengkammern eingebaut, um die Brücke im Falle einer Invasion nicht in feindliche Hände fallen zu lassen. Im Zweiten Weltkrieg blieb der Viadukt zunächst von Angriffen verschont, bis er im Februar/März 1945 mehrfach bombardiert wurde. Die durch die Luftangriffe verursachten Schäden konnten jedoch ausgebessert werden. Als französische Truppen sich am 8. April 1945 der Stadt Bietigheim näherten, wurde die Altstadt westlich der Enz von deutschen Truppen kampflos, aber unter Sprengung sämtlicher Enzbrücken geräumt. Der Enzviadukt wurde dabei durch die Sprengung der fünf westlichen Pfeiler unbrauchbar gemacht.
Nach dem Krieg wurde die Brücke zunächst durch US-Pioniere behelfsmäßig instand gesetzt, indem die zerstörten Pfeiler durch eine Stahlkonstruktion überbrückt wurden, die bereits am 16. Juni 1945 in Betrieb ging. Die Hilfskonstruktion erwies sich jedoch als unzulänglich, zumal das Fundament der Brücke durch die Zerstörungen beschädigt worden war. Deshalb wurde behelfsweise eine 317 Meter lange, eingleisige Stahlbrücke unmittelbar nördlich gebaut, auf die der Verkehr ab 16. November 1946 umgeleitet wurde.
Im April 1947 begannen die Bauarbeiten zur Wiederherstellung des Viadukts. Die beschädigten Pfeiler wurden mit Beton wieder aufgebaut. Dabei wurde eine der betroffenen Bogenöffnungen zur Längsstabilisierung des Brückenbauwerkes vollständig mit Beton verschlossen. Die Wiedereröffnung des Viadukts fand am 28. August 1949  statt. Fundamente und Widerlager der Notbrücke sind noch erhalten. Ein Gedenkstein an einem der Fundamente erinnert heute an Zerstörung und Wiederaufbau des Bietigheimer Eisenbahnviadukts.
Seit dem 18. Mai 1952 steht der Viadukt unter Fahrdraht, und seit 1958 ist der Zugbetrieb von Stuttgart nach Karlsruhe und nach Mannheim über den Viadukt durchgehend mit elektrischer Traktion möglich. In Folge musste die Brücke als Teil der südlichsten deutschen Ost-West-Eisenbahnmagistrale täglich bis zu 370 Züge aufnehmen. Zu einer Entlastung kam es erst 1991 durch die Eröffnung der Schnellfahrstrecke Mannheim–Stuttgart, über die der Schienenpersonenfernverkehr und ein Teil des Nah- und Güterverkehrs in den Relationen Stuttgart–Mannheim/–Karlsruhe abgewickelt wird.